# Једнострано проглашење независности
Једнострано проглашење независности је формални процес који води ка успостављању нове државе од стране субнационалног ентитета који се проглашава независним и сувереним без формалног споразума са државом од које се отцепљује. Термин је први пут коришћен када је Родезија прогласила независност 1965. године од Уједињеног Краљевства (УК) без споразума са УК. Према међународном праву, чин једностраног проглашења независности сматра се нелегалним.

## Примери
| Датум | Проглашена држава                                      | Држава од које се отцепљује | Међународно признање   | Напомене |
| ----- | ------------------------------------------------------ | --------------------------- | ---------------------- | --- |
| 1776. | САД                                                    | Велика Британија            | Да                     | |
| 1777. | Вермонт                                                | Велика Британија            | Да                     | Вермонт је потписао одвојено примирје са Британијом 1781. пре предаје Корнволиса у Јорктауну. Ефективно ретроактивно признање од стране САД дато је 1791. када је Вермонт постао 14. држава.  |
| 1816. | Рио де ла Плата                                        | Шпанија                     | Да, после војне победе | Подела и распарчавање независне земље. Сецесија Парагваја. Бразил врши инвазију на Уругвај. Шпанија признаје независност Аргентине 1859.                                                      |
| 1821. | Грчка                                                  | Османско царство            | Да                     | Интервенција Француске, Русије и Уједињеног Краљевства у корист Грчке у грчком рату за независност обезбедила је њену независност 1832.                                                       |
| 1830. | Белгија                                                | Уједињена Холандија         | Да                     | Једнострано проглашење независности (4. октобар 1830) признато од стране великих европских сила након Лондонске конференције 20. децембра 1830.                                               |
| 1898. | Филипини                                               | Шпанија                     | Не                     | Освојене од стране САД; постали независни споразумом 1946. |
| 1912. | Албанија                                               | Османско царство            | Да                     | |
| 1919. | Ирска                                                  | Уједињено Краљевство        | Да                     | |
| 1922. | Краљевство Египат                                      | Уједињено Краљевство        | Да                     | Једнострано давање независности од стране владе УК |
| 1931. | Кинеска Совјетска Република                            | Кина                        | Не                     | |
| 1945. | Индонезија                                             | Холандија                   | Делимично              | |
| 1960. | Катанга                                                | Република Конго             | Не                     | Отцепљена покрајина Конго, сецесија је насилно окончана операцијом Уједињених нација у Конгу 1963.                                                                                            |
| 1965. | Родезија                                               | Уједињено Краљевство        | Не                     | Самоуправна британска колонија, једнострано се прогласила независном као Родезија 1965. године, преименована у Зимбабве Родезија 1979, а затим стекла међународно признање као Зимбабве 1980. |
| 1967. | Република Ангвила                                      | Уједињено Краљевство        | Не                     | Поново постао колонија британске монархије 1969. |
| 1967. | Бијафра                                                | Нигерија                    | Делимично              | Признало пет држава. Данас део Нигерије |
| 1971. | Бангладеш                                              | Пакистан                    | Да                     | |
| 1975. | Кабинда                                                | Ангола                      | Не                     | Данас део Анголе |
| 1975. | Источни Тимор                                          | Португалија                 | Не                     | Убрзо након проглашења независности, територију је анектирала Индонезија. Референдум 1999. довео је до коначне независности 2002.                                                             |
| 1983. | Северни Кипар                                          | Кипар                       | Не                     | Кипар и даље полаже право |
| 1988. | Палестина                                              | Израел                      | Делимично              | Полаже право на територије које је Израел окупирао од 1967. Израелско-палестински сукоб и мировни процес су још увек у току                                                                   |
| 1990. | Придњестровље                                          | Молдавија                   | Не                     | Молдавија и даље полаже право |
| 1990. | Каракалпакија                                          | Узбекистан                  | Не                     | Инкорпориран у Узбекистан 1993. |
| 1991. | Сомалиланд                                             | Сомалија                    | Не                     | Сомалија и даље полаже право |
| 1991. | Хрватска                                               | Југославија                 | Да                     | Успостављена после рата у Хрватској |
| 1991. | Словенија                                              | Југославија                 | Да                     | Успостављена после рата у Словенији |
| 1992. | Република Босна и Херцеговина                          | Југославија                 | Да                     | Успостављена после рата у Босни и Херцеговини |
| 1991. | Ичкерија                                               | Русија                      | Не                     | Данас део Републике Чеченије, део Русије |
| 1991. | Арцах                                                  | Азербејџан                  | Не                     | Азербејџан и даље полаже право |
| 1991. | Јужна Осетија                                          | Грузија                     | Не                     | Грузија и даље полаже право |
| 1999. | Абхазија                                               | Грузија                     | Не                     | Грузија и даље полаже право |
| 2008. | Република Косово                                       | Србија                      | Делимично              | Србија и даље полаже право |
| 2014. | Крим                                                   | Украјина                    | Не                     | Анектирала Русија; Украјина и даље полаже право |
| 2014. | Доњецка Народна Република · Луганска Народна Република | Украјина                    | Не                     | Анектирала Русија; Украјина и даље полаже право |
| 2017. | Каталонија                                             | Шпанија                     | Не                     | Суверенитет Шпаније је остао непромењен |